# Snorkel (submarino)

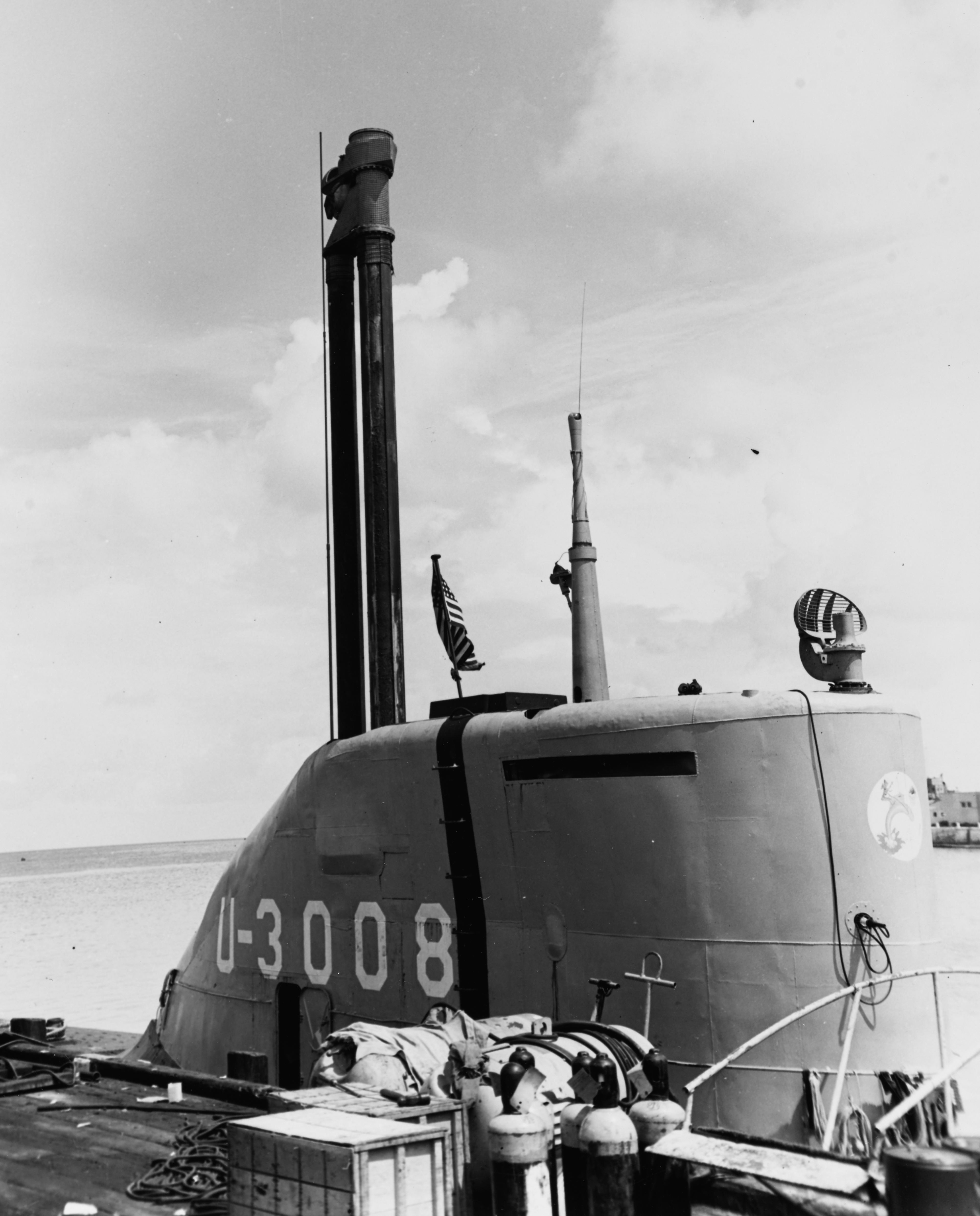
La torre de mando del USS U-3008 (ex U-3008 de la Kriegsmarine), con el tubo snorkel izado

El snorkel es un dispositivo que permite a un submarino operar sus motores diésel sumergido a profundidad de periscopio sin dejar de tomar aire de la superficie.

## Historia
Hasta el final de la Segunda Guerra Mundial, los submarinos estaban diseñados para operar en la superficie en la mayor parte del tiempo y sumergirse solo para la evasión o para realizar ataques durante el día, a veces se les llamaba sumergible. En 1940, por la noche, un submarino estaba más seguro en la superficie que sumergidos debido a que el ASDIC podría detectar los barcos bajo el agua, pero era casi inútil contra un buque de superficie. Sin embargo, con la continua mejora en los métodos de detección por radar según avanzaba la guerra, el submarino se vio obligado a pasar más tiempo bajo el agua navegando con los motores eléctricos que le daban una velocidad de sólo unos pocos nudos y una autonomía muy limitada.
Existieron varios desarrollos del diferentes tipos de snorkel desde la Primera Guerra Mundial, pero no se utilizaron en la práctica. El primer snorkel lo diseñó James Richardson, subgerente de Scotts Shipbuilding and Engineering Company (Compañía escocesa de construcción naval e ingeniería), de Greenock, Escocia, en 1916, durante la Primera Guerra Mundial. A pesar de que la compañía recibió una patente británica sobre el diseño,no se hizo uso de ella ya que el Almirantazgo británico no lo aceptó para su uso en los submarinos de la Royal Navy.En noviembre de 1926 el capitán Pericle Ferretti del cuerpo técnico de la Marina Italiana realizó pruebas con un snorkel instalado en el submarino H-3. Las pruebas fueron un gran éxito y un sistema similar fue diseñado para la clase Sirena, pero fue desechado; por tanto, los siguientes sistemas de snorkel no se basaron en el diseño de Ferretti.
Cuando Alemania derrotó a Holanda en 1940, la captura de los submarinos O-25 y O-26 fue un golpe de suerte para la Kriegsmarine. Los holandeses estaban utilizando en la serie S-21 un dispositivo llamado snuiver (succionador). La marina holandesa había estado experimentando desde 1938 con un sistema con una simple tubería en los submarinos O-19 y O-20 que les permitieron viajar de forma casi ilimitada a profundidad de periscopio con su motores diésel en marcha bajo el agua, mientras se cargaba las baterías de propulsión. El sistema fue diseñado por el holandés Jan Jacob Wichers aunque existe controversia con el también holandés J.C. van Pappelendam.
La Kriegsmarine primero consideró el snorkel como un medio para tomar aire fresco en los barcos, pero no veía la necesidad de poner en marcha los motores diésel bajo el agua. Sin embargo, en 1943 más submarinos se estaban perdiendo, por lo que el snorkel fue adaptado a las VIIC y IXC clases e incluido en el diseño de los nuevos tipos XXI y XXIII.
El primer submarino de la Kriegsmarine equipado con snorkel fue el U-58, que experimentó con el equipo en el Mar Báltico en el verano de 1943. Los submarinos comenzaron a usarlo operativamente a principios de 1944 y en junio de 1944 cerca de la mitad de los barcos estacionados en las bases francesas tenían instalado el snorkel.
El tipo VII U-boats tenía el tubo doblado hacia adelante y se almacenó en un hueco en el lado de babor del casco, mientras que en los tipo IX el hueco estaba en el lado de estribor. Los tipos XXI y XXIII ambos tenían mástiles telescópicos que se elevaban verticalmente a través de la torre de mando cerca del periscopio.

## Funcionamiento
La cabeza del tubo aspira aire justo por encima (aproximadamente 1 metro) de la superficie del agua. Está equipado con una válvula que se cierra automáticamente para evitar que el agua entre en el motor. En la actualidad esta automatización es controlada por electrodos de detección de llegada de agua a su nivel. Anteriormente se hacía mediante válvulas de flotador.
El escape del motor se realiza bajo el agua, la presión de los gases de escape es suficiente para compensar la existente bajo varios metros de agua. Una derivación del tubo de escape en la parte de superior trasera de la vela del submarino se activa cuando el snorkel está en funcionamiento.
Todos los submarinos ahora llevan snorkel, incluso los submarinos nucleares, dado que tienen un motor diésel como fuente de energía de reserva. También permite reponer el aire, esencial para las operaciones de los tanques de lastre y el funcionamiento de algunos modelos de tubos lanzatorpedos.

## Detalles técnicos
Los snorkel crea varios problemas para sus usuarios. Un submarino con un snorkel emergido se limita a seis nudos para evitar la rotura del tubo, y su sonar de detección en marcha es inútil por su motor diésel funcionando. Los snorkels están equipados con válvulas automáticas para evitar que el agua de mar sea aspirada por los motores diésel. Pero, cuando estas válvulas se cierran de golpe, los motores toman aire del interior de la propia embarcación para no apagarse, causando un vacío parcial, muy doloroso para los oídos de la tripulación y, a veces incluso una ruptura del tímpano. Este problema persiste en posteriores modelos de submarinos diésel, pero se ve mitigado por sensores de corte alto-vacío que apagan los motores cuando el vacío en la nave llega a un punto preestablecido.

Los modernas torres de inducción snorkel utilizan un diseño a prueba de fallos con aire comprimido, controlado por un circuito eléctrico simple, para mantener la "válvula de cabeza" abierta contra la fuerza de un poderoso resorte. El agua de mar deslizándose a través del mástil hace contacto con los electrodos expuestos en la parte superior, rompiendo el circuito de control. Estos sueltan el aire comprimido y haciendo que la válvula de la cabeza se cierre de golpe por la fuerza del resorte. Cuando los electrodos están de nuevo por encima del agua, el circuito se reactiva y vuelve a abrirse la válvula.

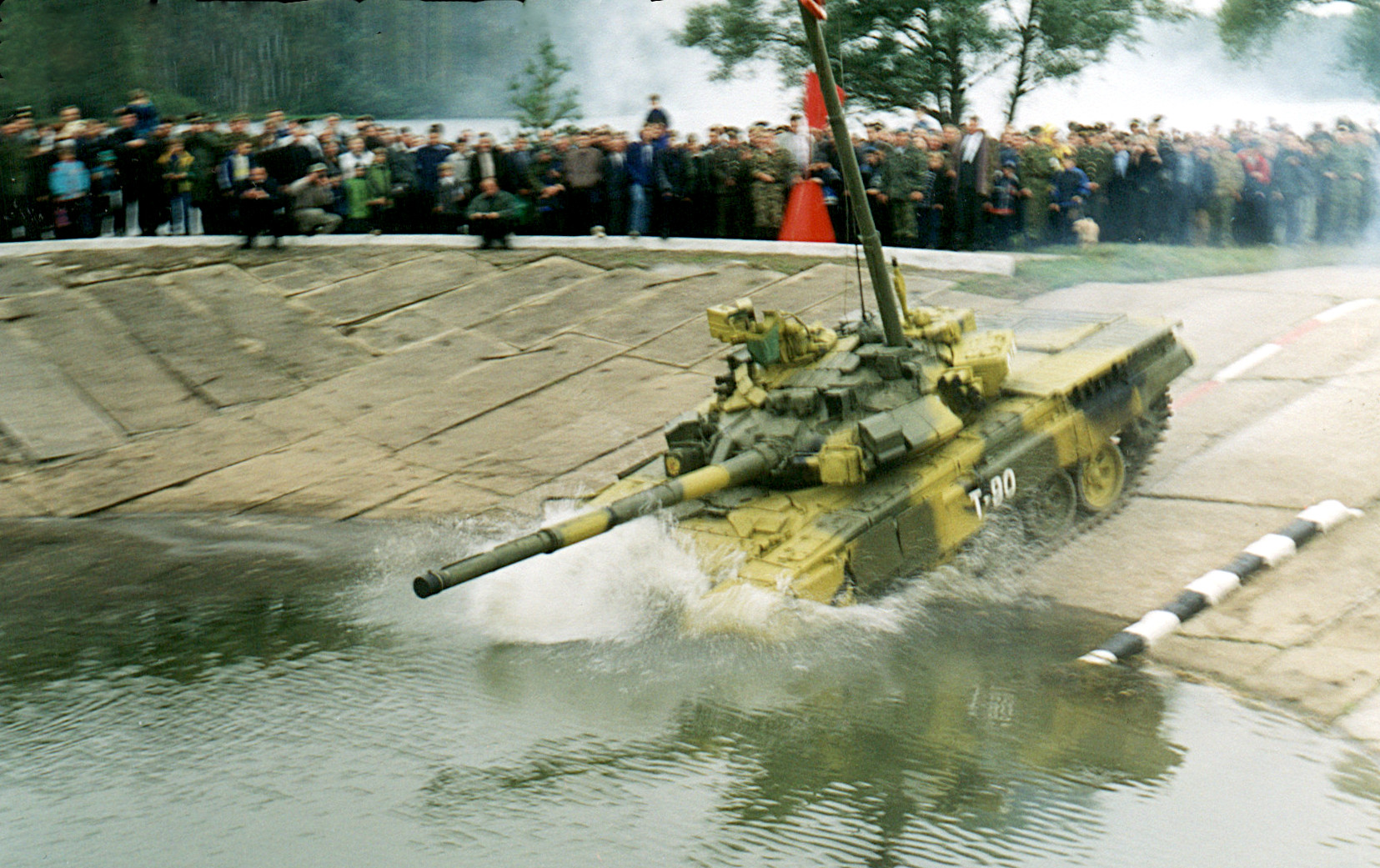
El tanque ruso T-90 en una demostración con snorkel

## Otros usos
El snorkel lo emplean los tanques para el vadeo profundo, especialmente los modelos rusos y ex soviéticos.